# Montfort (Maine e Loira)
Montfort è un ex comune francese di 113 abitanti situato nel dipartimento del Maine e Loira nella regione dei Paesi della Loira. Dal 1º gennaio 2017 è accorpato al nuovo comune di Doué-en-Anjou insieme ai comuni di Brigné, Concourson-sur-Layon, Forges, Meigné, Saint-Georges-sur-Layon e Les Verchers-sur-Layon.

## Società

### Evoluzione demografica
Abitanti censiti